# Flugplatz Bad Dürkheim

i7
i11
i13
Der Flugplatz Bad Dürkheim (ICAO-Code: EDRF) ist ein kleiner deutscher Verkehrslandeplatz in der Kreisstadt Bad Dürkheim, zwischen Ludwigshafen am Rhein und Kaiserslautern gelegen.

## Geschichte
Der 1968 eröffnete Flugplatz wurde von Oberbürgermeister Bernhard Mangold als "Flughafen der Zukunft" bezeichnet. Der Luftsportverein Bad Dürkheim initiierte das Projekt, Soldaten der 24th US Engineering Division bereiteten das Gelände in den Almen für den Flugbetrieb vor.
Bis 1974 entwickelte sich der Flugplatz zu einem Verkehrslandeplatz mit festen Betriebszeiten und einem hauptamtlichen Flugleiter. Politiker, Künstler und Flugpioniere wie Hanna Reitsch und Elly Beinhorn nutzten den Platz. Seit 1970 betreibt der Luftsportverein eine Flugschule, die seit 2014 als anerkannter Ausbildungsbetrieb tätig ist und zahlreiche Privatpiloten ausgebildet hat.

## Lage und Anfahrt
Der Flugplatz Bad Dürkheim liegt in unmittelbarer Nähe der B 37 (Kaiserslautern – Mosbach) bzw. B 271 (Neustadt an der Weinstraße – Wörrstadt).
Die östliche Begrenzung des Flugplatzes ist die Pfälzische Nordbahn, deren nächste Haltestelle Bad Dürkheim-Trift nur wenige Gehminuten entfernt ist. Von dort lassen sich innerhalb einer Stunde Mannheim und Kaiserslautern per Bahn erreichen, mit einem etwas weiteren Fußweg lässt sich über die Haltestelle  Neustadt-Böbig der Graspistenplatz Lachen-Speyerdorf (EDRL) erreichen.

## Betreiber und Dienstleister
Der Flugplatz wird vom Flugsportverein Bad Dürkheim e.V. betrieben. Flugzeuge bis 2000 kg, mit vorheriger Genehmigung sogar bis 3000 kg, dürfen landen, Helikopter sind zugelassen.

## Besonderheiten
Die Straße an der Landebahn 08 wird bei einer Landung eines Flugzeuges auf dieser Bahn durch Schranken gesperrt. Ebenso wird die Schranke bei startenden Maschinen in westlicher Richtung geschlossen.